# Constant Shallowness Leads to Evil
Constant Shallowness Leads to Evil – album grupy Coil, wydany w tym samym roku co Queens Of The Circulating Library. W nagraniu udział wzięli Thighpaulsandra, John Balance i Peter Christopherson; we wkładce albumu znajdują się też podziękowania dla Simona Norrisa.
Informacja na okładce albumu podaje sześć tytułów, podczas gdy na płycie znajdują się 23 ścieżki – finałowy utwór "Tunnel of Goats" jest szesnastoczęściową suitą.
Podobnie jak Queens Of The Circulating Library, Constant Shallowness Leads To Evil został wydany w półprzezroczystym różowym pudełku. Na okładce znajduje się ostrzeżenie: "Może powodować senność – nie odtwarzać podczas kierowania pojazdami lub obsługi maszyn" ("May Cause Drowsiness – Do Not Play While Driving Or Operating Machinery").
Numer katalogowy wydawnictwa to ESKATON 24. Coil Presents Time Machines ma podobny numer katalogowy, ESKATON CD24.

## Spis utworów
1. "Higher Beings Command" – 4:10
2. "I Am The Green Child" – 13:45
3. "Beige" – 5:57
4. "Lowest Common Abominator" – 5:00
5. "Free Base Chakra" – 5:14
6. "Tunnel Of Goats" – 4:59
7. "Tunnel Of Goats" – 0:30
8. "Tunnel Of Goats" – 2:00

...# "Tunnel Of Goats" (23) – czas trwania od 0:30 do 2:00